# 22156 Richoffman
22156 Richoffman è un asteroide della fascia principale. Scoperto nel 2000, presenta un'orbita caratterizzata da un semiasse maggiore pari a 2,3024829 UA e da un'eccentricità di 0,1917717, inclinata di 2,62777° rispetto all'eclittica.